# کبوترخانه ده نو
کبوتر خانه ده نو مربوط به دوره قاجار - دوره پهلوی است و در شهرستان اراک، بخش خنداب، دهستان دهجال، روستای ده نو واقع شده و این اثر در تاریخ ۲۸ شهریور ۱۳۸۶ با شمارهٔ ثبت ۱۹۶۸۷ به‌عنوان یکی از آثار ملی ایران به ثبت رسیده است.